# Jelena Pawlowa
Jelena Pawlowa (russisch Елена Павлова, wiss. Transliteration Elena Pavlova; * 12. Dezember 1978 in Taschkent, damalige Usbekische SSR der Sowjetunion) ist eine kasachische Volleyballspielerin.

## Karriere
Pawlowa begann ihre Karriere in Usbekistan. 1997 wechselte sie nach Almaty, bevor sie zwei Jahre später zu VBC Riom nach Frankreich ging. Es folgten Stationen in Spanien bei CV Teneriffa (2004–2006) und bis 2007 bei VBC Voléro Zürich, bevor sie zu Hisamitsu Springs in die höchste japanische Profiliga wechselte. 2008 nahm sie mit der kasachischen Volleyball-Nationalmannschaft an den Olympischen Spielen in Peking teil und belegte dort den neunten Platz.

## Privates
Jelena Pawlowa ist mit dem kasachischen Judoka Aschat Schitkejew verheiratet.